# Agustín Loser
Agustín Loser (General Alvear, 12 de octubre de 1997) es un jugador argentino de voleibol que juega en el club Sir Safety Perugia de Italia. También forma parte de la Selección nacional.
Compitió en los Juegos Olímpicos de Tokio 2020 donde obtuvo la medalla de bronce, convirtiendo el último punto con un bloqueo en el tiebreak frente a Brasil. Además, fue el mejor bloqueador del torneo.

## Palmarés

### Clubes
- Campeonatos nacionales
  - 2017/2018  Copa Argentina, con Ciudad Vóley[3]
  - 2018/2019  Campeonato Argentino, con Bolívar Vóley[4]

### Selección juvenil
- 2014  Campeonato Sudamericano CSV U19
- 2015  Campeonato Mundial FIVB U19[5]
- 2016  Campeonato Sudamericano CSV U23
- 2016  Campeonato Sudamericano CSV U21
- 2017  Campeonato Mundial FIVB U23[6]

### Selección mayor
- 2021   Medalla de bronce en los Juegos Olímpicos de Tokio

### Premios individuales
- 2016: Campeonato Sudamericano CSV U21 - Mejor bloqueador medio
- 2018: Campeonato Argentino - Mejor bloqueador medio
- 2021: Juegos Olímpicos de Tokio 2020 - Mejor bloqueador
- 2022: Olimpia de plata[7]